# 667
Glej tudi: število 667
667 (DCLXVII) je bilo navadno leto, ki se je po julijanskem koledarju začelo na petek.

## Dogodki
- 1. januar

## Smrti
- Ašina Budžen, kagan Zahodnega turškega kaganata (* ni znano)
- Ildefonz iz Toleda, nadškof Toleda